# 多里内尔·蒙泰亚努
多里内尔·蒙泰亚努（羅馬尼亞語：Dorinel Munteanu，1968年6月25日—），罗马尼亚男子足球运动员，司职中场。他曾代表罗马尼亚参加1994年和1998年国际足联世界杯，其中1994年世界杯止步八强，1998年世界杯止步十六强。